# Andrea De Cesaris

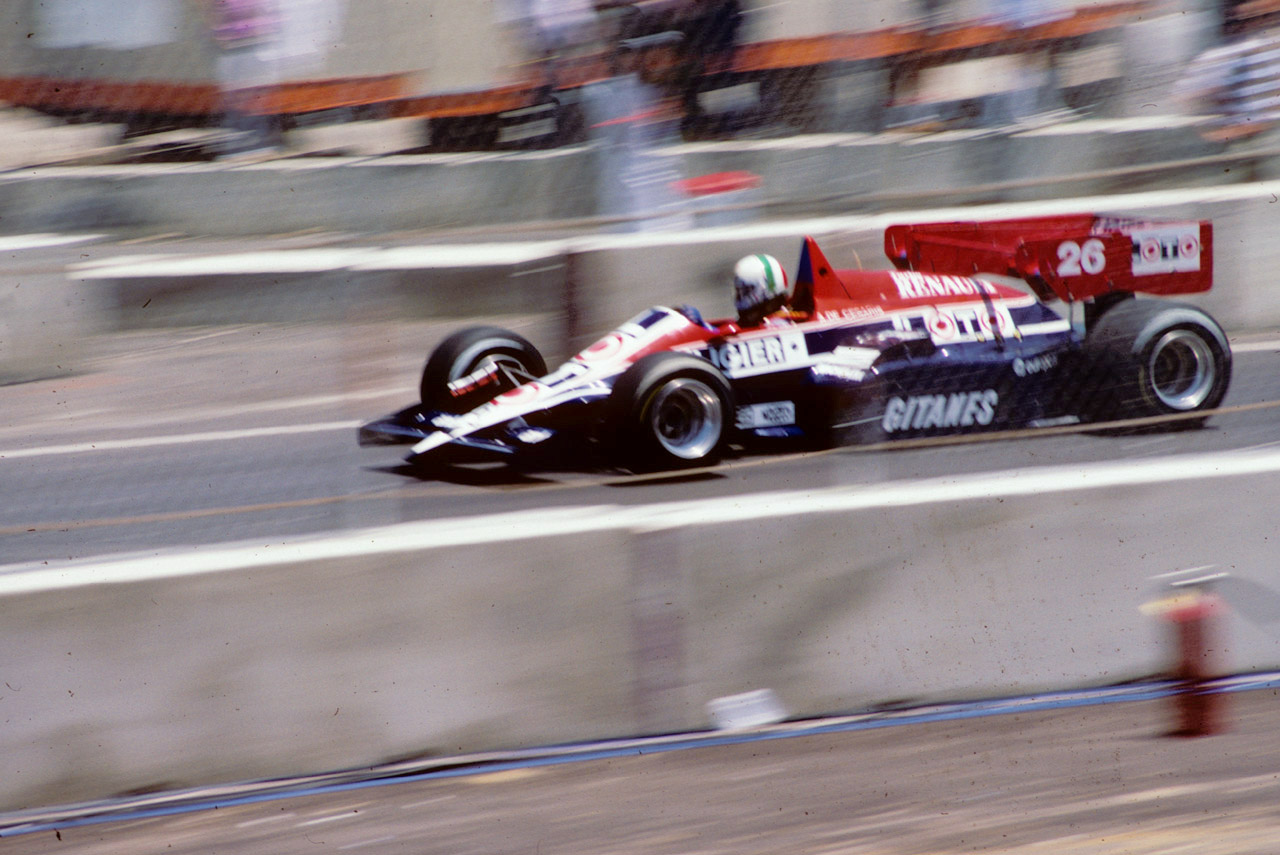
Andrea De Cesaris en el Gran Premio de los Estados Unidos de 1984.

Andrea De Cesaris (Roma,  31 de mayo de 1959-Roma, 5 de octubre de 2014) fue un piloto italiano de automovilismo. Participó en 214 Grandes Premios entre 1980 y 1994, alcanzando una pole position, cinco podios, una vuelta rápida y un total de 59 puntos del campeonato. Es el segundo piloto que más carreras ha iniciado (208) sin lograr una victoria. También es el piloto que más carreras ha abandonado (148), por lo que es considerado el piloto más peligroso de la Fórmula 1. Falleció en Roma en un accidente de motocicleta.

## Carrera

### Comienzos
Campeón en categorías inferiores de karting, de Cesaris comenzó a forjarse un nombre en la Fórmula 3 británica, donde terminó 2.º en la clasificación final por detrás de Chico Serra. A continuación promocionó a la Fórmula 2, donde formó parte del equipo Project 4 de Ron Dennis.

### Fórmula 1

#### Alfa Romeo
En 1980, fue contratado por la escudería Alfa Romeo para sustituir a Vittorio Brambilla en las últimas carreras del mundial. Con 21 años de edad, debutó en el Gran Premio de Canadá sin poder dar más de ocho vueltas al circuito a causa de un fallo en el motor. En su segunda carrera, comenzó a gestarse su apodo tras sufrir un accidente en la segunda vuelta.
Aquellas dos pruebas fueron el comienzo de una carrera de 14 años en la Fórmula 1, en parte realizada gracias a sus lazos familiares con la compañía tabacalera Marlboro, la cual lo patrocinó durante toda su carrera deportiva. 

#### McLaren
En 1981 pilotó para McLaren, donde sufrió accidentes o percances en seis de catorce pruebas, destruyó 18 autos tanto en prácticas, clasificaciones y carreras, logrando un único punto en el circuito de Imola, lo cual no fue suficiente para seguir en la escudería británica. Fue entonces cuando se forjó el apodo "Andrea de Crasheris".

#### Regreso a Alfa Romeo
En 1982 regresó a Alfa Romeo, donde demostró que era capaz de conseguir mejores resultados que los mostrados. Se convirtió en el piloto más joven en lograr la pole position, en el Gran Premio de Long Beach. Sin embargo, su inmadurez en los circuitos seguía siendo patente, lo cual le llevó a pagar algunas novatadas, convirtiéndose en un piloto bastante irregular. Aquel mismo año logró alcanzar su primer podio en Monte Carlo y otro punto en Canadá.
En 1983, de Cesaris compitió con un excelente rendimiento, llegando a estar cerca de ganar el Gran Premio de Bélgica tras liderarlo durante buena parte de la carrera. También logró otros segundos puestos en los Grandes Premios de Sudáfrica y Alemania.

#### Ligier
Sus buenos resultados se vieron interrumpidos por el cambio de equipo. En 1984 fichó por Ligier, donde a pesar de los motores Renault turbo, apenas logró tres puntos en toda la temporada.
En 1985, tras un esperanzador cuarto puesto en el Gran Premio de Mónaco, de Cesaris fue despedido tras varias pruebas en las que no llegó a completar la carrera.

#### Minardi
En 1986 pilotó para la escudería Minardi en un monoplaza lento y poco fiable en el que el piloto italiano ganó rápidamente fama de bloqueador al ser doblado.

#### Brabham y Rial
Tras fichar por la escudería Brabham-BMW en 1987, su situación volvió a cambiar. Logró finalizar 3.º en el Gran Premio de Bélgica, pero la poca fiable mecánica le impidió completar más carreras, a pesar de realizar buenas sesiones de calificación.
Al año siguiente, Brabham no continuó su andadura en la F1, y de Cesaris se vio obligado a buscar equipo de nuevo, recalando en la escudería Rial, donde volvió a demostrar su rapidez en calificación y llegó a terminar 4.º en el Gran Premio de los Estados Unidos.

#### Scuderia Italia
En 1989, se trasladó al equipo Scuderia Italia que usaban autos fabricados por Dallara, donde tuvo un buen inicio de temporada. En el circuito de Monte Carlo, estuvo en puestos de podio hasta que el triple campeón del mundo Nelson Piquet colisionó con él. Dos carreras más tarde, de Cesaris chocaría con su compañero de equipo Alex Caffi mientras este le doblaba, haciendo de nuevo perder otro podio al equipo. Sin embargo, aún terminaría tercero en el Gran Premio de Canadá, por detrás de los Williams de Boutsen y Patrese, en una carrera pasada por agua. Este sería el último podio de Cesaris en la F1.
El buen hacer de Dallara no se repitió en 1990, debido a la mejora de las escuderías de presupuesto medio con motores V8 y a la igualdad de rendimiento entre las mismas, sufriendo además problemas de fiabilidad.

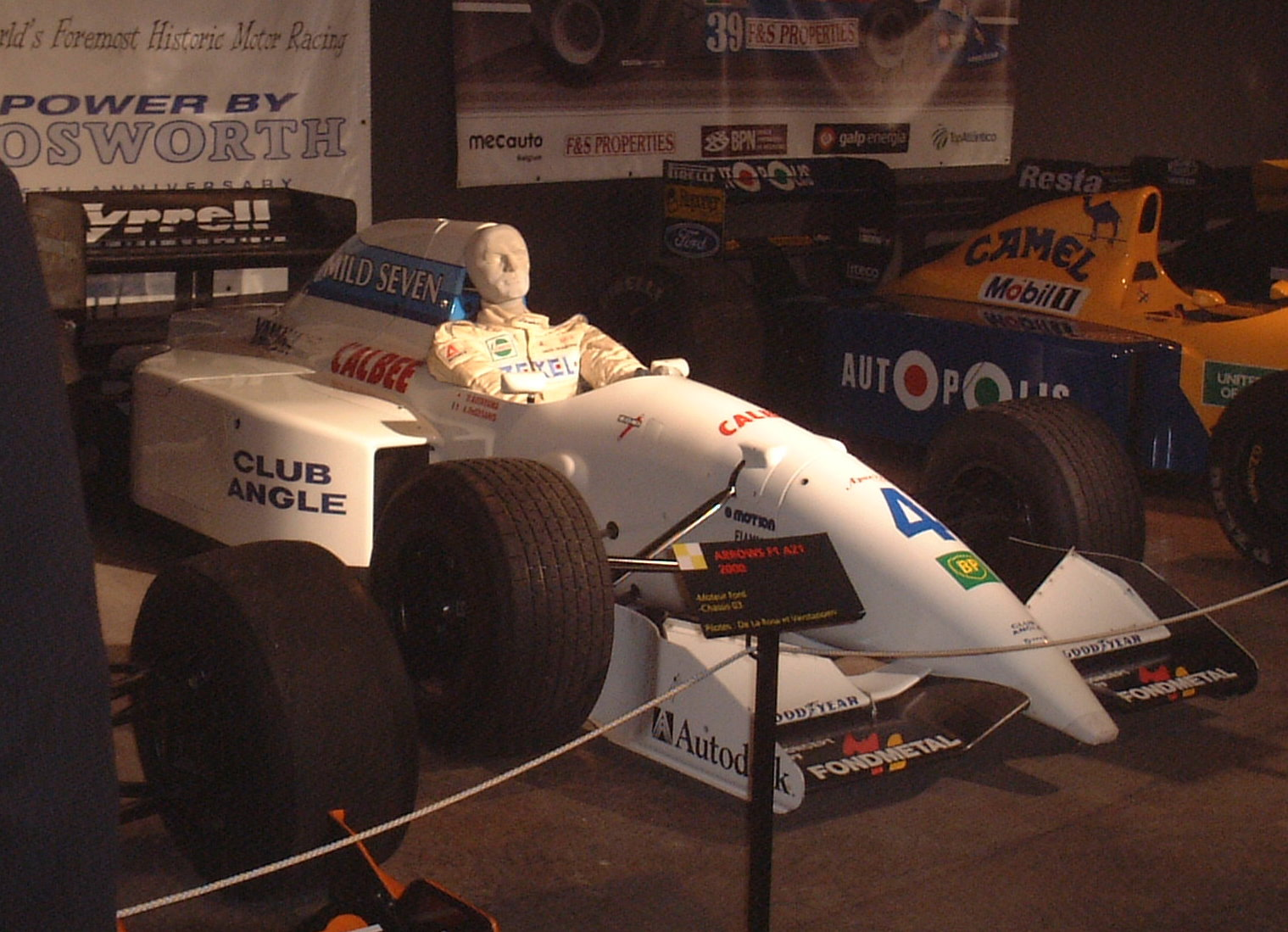
Tyrrell 021 utilizado por Andrea en la temporada 1993.

#### Jordan y Tyrrell
En 1991 fichó por la recién llegado escudería Jordan, donde tuvo 3 compañeros, el belga Bertand Gachot y luego con un prometedor piloto: Michael Schumacher y el veterano Roberto Moreno. De Cesaris demostró ampliamente sus cualidades como piloto, pero el Jordan 191 era tan rápido como poco fiable, lo que condujo a un buen número de abandonos. A pesar de ello, logró terminar cuatro veces en los puntos, siendo cuarto en dos ocasiones, y quinto y sexto otra vez.
De Cesaris volvió a cambiar de escudería en 1992 debido a problemas entre su patrocinador, Marlboro, y el nuevo patrocinador de Jordan, Barclay Cigarettes, a pesar de los esfuerzos de Eddie Jordan por retenerle. Pasó a estar a las órdenes de Ken Tyrrell y no le defraudó. Terminó en los puntos en cuatro carreras, haciendo gala de su pericia al volante y alcanzando un importante cuarto puesto en el Gran Premio de Japón. El buen resultado cosechado, sin embargo, no se repitió al año siguiente, en el que de Cesaris no pudo conseguir puntos por culpa de un coche de bajas prestaciones.

#### Sauber
Por primera vez en su carrera, de Cesaris se vio fuera de la F1 en 1994. Sin embargo, en el Gran Premio de Brasil el irlandés Eddie Irvine sufrió una penalización de tres carreras por provocar un accidente y el piloto italiano le suplió en el equipo Jordan. Tras un mal comienzo en el que no consiguió terminar la primera carrera, logró un cuarto puesto en Mónaco, justo antes de la vuelta de Irvine. El equipo Sauber requirió poco después sus servicios debido a la baja por lesión de Karl Wendlinger, y de Cesaris, tras superar las 200 carreras disputadas, alcanzó un sexto puesto en el Gran Premio de Francia.
Tras retirarse como piloto, de Cesaris vivió en Mónaco, donde trabajó como bróker.

## Fallecimiento
Falleció el 5 de octubre de 2014 en un accidente de moto en Roma al perder el control de su Ducati 600 cerca del barrio de Buffalota y se estrelló contra el guardarraíl. Su funeral se celebró cuatro días después en la iglesia de San Roberto Bellarmino en el barrio de Parioli, asistiendo algunas de algunas caras de la Fórmula 1. Está enterrado en el Cementerio comunal monumental Campo Verano.

## Resultados

### Fórmula 1
(Clave) (negrita indica pole position) (cursiva indica vuelta rápida)

| Año  | Escudería                      | 1       | 2       | 3       | 4       | 5       | 6       | 7       | 8       | 9       | 10      | 11      | 12      | 13      | 14      | 15      | 16      | Pos. | Puntos |
| ---- | ------------------------------ | ------- | ------- | ------- | ------- | ------- | ------- | ------- | ------- | ------- | ------- | ------- | ------- | ------- | ------- | ------- | ------- | ---- | ------ |
| 1980 | Marlboro Team Alfa Romeo       | ARG     | BRA     | RSA     | USW     | BEL     | MON     | FRA     | GBR     | GER     | AUT     | NED     | ITA     | CAN Ret | USA Ret |         |         | NC   | 0      |
| 1981 | Marlboro McLaren International | USW Ret | BRA Ret | ARG 11  | SMR 6   | BEL Ret | MON Ret | ESP Ret | FRA 11  | GBR Ret | GER Ret | AUT 8   | NED DNS | ITA 7   | CAN Ret | LVG 12  |         | 18.º | 1      |
| 1982 | Marlboro Team Alfa Romeo       | RSA 13  | BRA Ret | USW Ret | SMR Ret | BEL Ret | MON 3   | USE Ret | CAN 6   | NED Ret | GBR Ret | FRA Ret | GER Ret | AUT Ret | SUI 10  | ITA 10  | LVG 9   | 17.º | 5      |
| 1983 | Marlboro Team Alfa Romeo       | BRA EX  | USW Ret | FRA 12  | SMR Ret | MON Ret | BEL Ret | USE Ret | CAN Ret | GBR 8   | GER 2   | AUT Ret | NED Ret | ITA Ret | EUR 4   | RSA 2   |         | 8.º  | 15     |
| 1984 | Ligier Loto                    | BRA Ret | RSA 5   | BEL Ret | SMR 6   | FRA 10  | MON Ret | CAN Ret | USE Ret | USA Ret | GBR 10  | GER 7   | AUT Ret | NED Ret | ITA Ret | EUR 7   | POR 12  | 18.º | 3      |
| 1985 | Equipe Ligier Gitanes          | BRA Ret | POR Ret | SMR Ret | MON 4   | CAN 14  | USE 10  | FRA Ret | GBR Ret | GER Ret | AUT Ret | NED Ret | ITA     | BEL     | EUR     | RSA     | AUS     | 17.º | 3      |
| 1986 | Minardi Team                   | BRA Ret | ESP Ret | SMR Ret | MON DNQ | BEL Ret | CAN Ret | USE Ret | FRA Ret | GBR Ret | GER Ret | HUN Ret | AUT Ret | ITA Ret | POR Ret | MEX 8   | AUS Ret | NC   | 0      |
| 1987 | Motor Racing Developments Ltd. | BRA Ret | SMR Ret | BEL 3   | MON Ret | USE Ret | FRA Ret | GBR Ret | GER Ret | HUN Ret | AUT Ret | ITA Ret | POR Ret | ESP Ret | MEX Ret | JPN Ret | AUS 8   | 14.º | 4      |
| 1988 | Rial Racing                    | BRA Ret | SMR Ret | MON Ret | MEX Ret | CAN 9   | USE 4   | FRA 10  | GBR Ret | GER 13  | HUN Ret | BEL Ret | ITA Ret | POR Ret | ESP Ret | JPN Ret | AUS 8   | 15.º | 3      |
| 1989 | BMS Scuderia Italia            | BRA 13  | SMR 10  | MON 13  | MEX Ret | USA 8   | CAN 3   | FRA DNQ | GBR Ret | GER 7   | HUN Ret | BEL 11  | ITA Ret | POR Ret | ESP 7   | JPN 10  | AUS Ret | 17.º | 4      |
| 1990 | BMS Scuderia Italia            | USA Ret | BRA Ret | SMR Ret | MON Ret | CAN Ret | MEX 13  | FRA DSQ | GBR Ret | GER DNQ | HUN Ret | BEL Ret | ITA 10  | POR Ret | ESP Ret | JPN Ret | AUS Ret | NC   | 0      |
| 1991 | Team 7UP Jordan                | USA DNQ | BRA Ret | SMR Ret | MON Ret | CAN 4   | MEX 4   | FRA 6   | GBR Ret | GER 5   | HUN 7   | BEL 13  | ITA 7   | POR 8   | ESP Ret | JPN Ret | AUS 8   | 9.º  | 9      |
| 1992 | Tyrrell Racing Organisation    | RSA Ret | MEX 5   | BRA Ret | ESP Ret | SMR 14  | MON Ret | CAN 5   | FRA Ret | GBR Ret | GER Ret | HUN 8   | BEL 8   | ITA 6   | POR 9   | JPN 4   | AUS Ret | 9.º  | 8      |
| 1993 | Tyrrell Racing Organisation    | RSA Ret | BRA Ret | EUR Ret | SMR Ret | ESP DSQ | MON 10  | CAN Ret | FRA 15  | GBR Ret | GER Ret | HUN 11  | BEL Ret | ITA 13  | POR 12  | JPN Ret | AUS 13  | NC   | 0      |
| 1994 | Sasol Jordan                   | BRA     | PAC     | SMR Ret | MON 4   | ESP     |         |         |         |         |         |         |         |         |         |         |         | 20.º | 4      |
| 1994 | Sauber Mercedes                |         |         |         |         |         | CAN Ret | FRA 6   | GBR Ret | GER Ret | HUN Ret | BEL Ret | ITA Ret | POR Ret | EUR Ret | JPN     | AUS     | 20.º | 4      |